# Collocazione (linguistica)
In lessicologia, la collocazione (dal latino collocāre, 'mettere in un luogo') o co-occorrenza è un'associazione abituale e privilegiata di due o più parole all'interno di una frase; dunque, è un caso particolare di combinazione lessicale.
La caratteristica delle collocazioni è il legame immotivato o imprevedibile tra i due costituenti, sostanzialmente consolidato dall'uso e non dettato da regole.

## Descrizione
Le collocazioni sono espressioni formate da due o più parole (in cui al ricorrere dell'una l'altra co-occorre); seppure, semanticamente, altre parole assolverebbero altrettanto bene il compito di rinviare ad un dato significato, la combinazione si dà proprio per la maggiore facilità con cui gli elementi lessicali si presentano assieme (o a contatto).
Così, per uso e consuetudine, in italiano si dice lanciare un appello ma non tirare un appello, sebbene in genere lanciare e tirare siano sinonimi. Le collocazioni svolgono un importante ruolo comunicativo: favorendo il passaggio di informazioni nella comunicazione linguistica (specie in quella quotidiana), si prestano al ruolo di mattoncini lessicali prefabbricati con cui comporre il testo.

## Caratteristiche (esempi)
Prendiamo l'espressione «bandire un concorso»: l'abbinamento di bandire alla parola concorso, rispetto ad altri potenziali concorrenti (quali lanciare), non è deducibile con un ragionamento logico; cionnondimeno, tale binomio viene percepito come l'unico possibile da un madrelingua italiano.
Infatti, in una conversazione telefonica disturbata, il parlante che dovesse udire solo la parola concorso sarebbe immediatamente in grado di colmare la lacuna nel sintagma: «[bandire un] concorso».
Dato il legame arbitrario delle collocazioni, ogni lingua farà scelte differenti riguardo ai termini che 'co-occorrono' nella formazione delle collocazioni. È questo il motivo per cui i traduttori sono spesso i più attenti e acuti osservatori di tali combinazioni lessicali: si confronti,  ad es., l'italiano «prestare attenzione» con l'inglese «to pay attention», oppure l'espressione «sfatare un mito» con l'inglese «to explode a myth».
All'inverso, una traduzione letterale (o impropria) delle collocazioni produrrà una resa linguistica sciatta (diversamente dagli esempi addotti in precedenza, potremo avere 'pagare attenzione' oppure '(far) esplodere un mito').

### Distinzioni
Le collocazioni non vanno confuse con le associazioni libere: ad es. «mangiare un panino» è un'associazione libera, in cui panino può essere sostituito con altri lessemi (ottenendo così «mangiare una pizza»); viceversa, è una collocazione la combinazione «mangiare a quattro palmenti».
Analogamente, le collocazioni non vanno confuse con le frasi idiomatiche: «mangiare la foglia», ad es., non è una collocazione, bensì un'espressione idiomatica, in quanto si presenta «irrigidita nella [...] forma e [...] non consente alcuna 'espansione'».

## Importanza linguistica
La conoscenza delle collocazioni è fondamentale per la padronanza di una lingua, e per raggiungere un livello avanzato nell'apprendimento di una seconda lingua. La mancanza di tale familiarità avrà come risultato l'elaborazione di enunciati grammaticalmente corretti, ma carenti sotto l'aspetto della cosiddetta 'proprietà di linguaggio': ad es., usare  «un caffè 'potente'» in luogo di «un caffè forte». Ne conseguono impoverimento del linguaggio, incompletezza, scarsa articolazione, che possono compromettere la comunicazione in misura nettamente superiore a quanto può derivare dalla commissione di errori sintattici e grammaticali. Peraltro, proprio per la loro natura – non dettata da regole, ma determinata dall'uso – le collocazioni consolidate in un determinato idioma sono un terreno molto ostico per i discenti e i parlanti non madrelingua.
D'altro canto, l'indulgere fuor di misura all'uso di collocazioni (soprattutto attingendo a quelle più abusate) può avere come conseguenza un impigrimento della lingua e della verve comunicativa.
È il caso, ad es., di associazioni così stereotipate e usurate – soprattutto dall'uso insistito che ne fa il linguaggio mediatico – da poter essere considerate dei tormentoni: si tratta, a titolo esemplificativo, di espressioni come «folla plaudente, mix esplosivo, vedova inconsolabile, lamiere contorte, criminali incalliti, sforzo spasmodico, svantaggio immeritato, fermo monito, unanime cordoglio, piacevole sorpresa, inutili recriminazioni», «brillante operazione [di polizia], efferato delitto, sciagura agghiacciante, tempestivo intervento [delle forze dell'ordine], tragedia della follia, aperta opposizione, fermo atteggiamento, netto contrasto, pesante bilancio», a cui tante altre potrebbero aggiungersi.
Va infine segnalato che la stessa trasgressione consapevole delle collocazioni, e il loro 'scardinamento', sono strumenti manipolativi della lingua che giocano un ruolo nella ricerca del registro comico e nella scrittura creativa.